# Folashade Oluwafemiayo
Folashade Oluwafemiayo es una deportista nigeriana que compite en levantamiento de potencia adaptado. Ganó tres medallas en los Juegos Paralímpicos de Verano entre los años 2012 y 2024.

## Palmarés internacional
| Juegos Paralímpicos | Juegos Paralímpicos   | Juegos Paralímpicos | Juegos Paralímpicos |
| Año                 | Lugar                 | Medalla             | Categoría           |
| ------------------- | --------------------- | ------------------- | ------------------- |
| 2012                | Londres (Reino Unido) | Medalla de plata    | –75 kg              |
| 2020                | Tokio (Japón)         | Medalla de oro      | –86 kg              |
| 2024                | París (Francia)       | Medalla de oro      | +86 kg              |